# Estación Barracas Iglesia
Barracas Iglesia fue una estación del Ferrocarril Buenos Aires al Puerto de la Ensenada, y posteriormente al Ferrocarril del Sud, ubicada en la ciudad de Avellaneda, Argentina. 

## Historia
Fue inaugurada el 1 de septiembre de 1865 como estación intermedia del Ferrocarril Buenos Aires al Puerto de la Ensenada.
En 1898 el ramal fue comprado por el Ferrocarril del Sud.
Dejó de prestar servicios de pasajeros en 1910, cuando el ramal fue clausurado para concentrar todos los servicios de pasajeros en Constitución.

## Servicios
Prestaba servicios de pasajeros en el ramal Estación Central de Buenos Aires-Ensenada. 